# Descemetozele
Unter Descemetozele (Synonym: Keratozele) versteht man eine durch den Augeninnendruck hervorgerufene, punktförmige Vorwölbung der Hornhaut bis zur intakten Descemet-Membran innerhalb eines umschriebenen Geschwürs, eines Entzündungsprozesses (bspw. Herpes corneae) oder einer Verletzung der Hornhaut. Sobald auch die Descemet-Membran durchbrochen wird, fließt durch die entstandene Öffnung Kammerwasser ab. Infolgedessen kann es zu Fistelbildung, Hornhautnarben, Irisprolaps oder Panophthalmie kommen. Bei großflächigen Substanzdefekten kann sich an der verdünnten Hornhaut ein Staphylom ausbilden. Die Symptomatik ist sowohl in der Human- als auch in der Veterinärmedizin bekannt.
Eine Descemetozele tritt in der Regel einseitig auf, es sind gleichwohl seltene Fälle bekannt, bei denen beide Augen betroffen waren.